# Godofredo y Pascualino, viven del deporte fino
 (février 2024).
Godofredo y Pascualino, viven del deporte fino est une série espagnole de bandes dessinées illustrée par Francisco Ibáñez, publiée entre 1961 et 1962 au magazine El Campeón de las Historietas qui dépeint les vicissitudes comiques d'une agence de représentation sportive ruinée.

## Caractéristiques
La série se déroule dans une agence d'agents sportifs composée du patron, Godofredo, un homme despotique et grincheux qui porte un chapeau melon et fume toujours un cigare, et de l'employé, Pascualino, un petit homme chauve et maigre qui a la prétention, toujours contrariée par son patron, de devenir une star du sport. La plupart des dessins sont basés sur la confusion de Pascualino lorsqu'il s'agit de comprendre les ordres de son patron. Un autre élément humoristique de la série était les affiches accrochées dans le bureau qui demandaient des sportifs avec des offres absurdes. Les bandes de la série faisaient trois quarts de page chacune, le tiers restant étant utilisé pour publier des blagues et des jeux en marge de la série.

## Édition
La série apparaît en 1961 dans le no 50 de la revue El Campeón de las Historietas, la revue ayant changé sa ligne éditoriale dans ce numéro pour s'intéresser au monde du sport et se poursuit jusqu'à la disparition de cette publication en 1962 (no 95).

## Influence
La série est une variante du précédent duo employé/subordonné dessiné par Francisco Ibáñez pour le même magazine, Ande, ríase usté con el arca de Noé, qu'elle remplace.